# おんなのこ物語
『おんなのこ物語－ストーリー－』（おんなのこストーリー）は、森脇真末味による日本の漫画作品。小学館『プチコミック』1981年3月号から1983年3月号にかけて連載された。
作者の代表的読みきりシリーズ、『緑茶夢－グリーン・ティー・ドリーム－』の関連作。第一部は時系列的には前日譚にあたる。いわばスピンオフ作品なのだが、八角や仲尾や尚子のキャラ設定が変更されているため、パラレルワールドのような世界観になっている。前作同様、バンド内の軋轢や恋愛模様などを描く。作者のこころづもりでは女の子の話を描くつもりであったらしいが、結果としてバンドに携わる男子たちの物語になり、そこにヒロインが時折からむという形になった。

## あらすじ
八角京介はセミプロのハード・ロック・バンド「ステッカー（Sticker）」のドラマーであり、今現在を生きることへの不安定さをかかえている少年。ステッカーではリーダーの仲尾仁のワンマンぶりに嫌気が差した残りのメンバーとの対立が顕在化しており、空中分解寸前の状態をかろうじて八角の存在が支えている。八角が作曲・演奏した曲のテープを耳にした仲尾は、八角への干渉をよりいっそう激しいものにしてゆき、結果としてバンドは仲尾の鶴の一声で解散することになった。自分の存在価値を認め、指針を示してきた仲尾の存在を失い、八角は茫然自失となる。そんな彼に惹かれつつ、何もできない焦燥感をいだきつつある尚子、新たに八角を自分のバンドに引き込もうとする小川、仲尾たちのことを心配するバーテンダーの金子らを巻き込んで、物語は進展してゆく。

## 登場人物

### ステッカー（Sticker）
関西を拠点とするハード・ロック・バンド。1974年結成、1978年夏解散。仲尾の声は「ボブ・ウェルチそっくり」と表現されており、サウンド的にはパリスをイメージしていた。仲尾の部屋で八角が聴いていたレコードはロベン・フォード。
バンドが解散した1978年は、オールド・ウェイヴからニュー・ウェイヴへの移行期であり、水野のモノローグとして当時の音楽状況が語られている。八角の作った曲に嫉妬する仲尾の音楽的焦燥には、そうした時代背景（テクニックの時代からアンチ・テクニックの時代へ）もあったと考えられる。
ただし、作品中に出てくる実在のバンド名や作品名は、必ずしも作品の時間軸とは一致しない。桑田が水野から借りていたカセットテープを返すシーンでは、カセットレーベルにゼルダ、スティグマ、ノイ!、カン、ノスフェラトゥ（ヒュー・コーンウェル）の名前がある。
八角 京介（やすみ きょうすけ）
ドラマー。高校3年生、18歳。進学校（西高）に在籍し、勉強はよくできるが、集団生活が苦手で学校は休みがち。ステッカーには中学2年の終わりから参加していた。ステッカー解散時は17歳。メンバーの仲がぎくしゃくするなか、ひとり曲を作り、ラジカセのピンポン録音でデモ・テープ作っていたが、そのことがかえって仲尾を不機嫌にさせ、ステッカーは活動休止となる。ステッカー活動休止中に桃色軍団のサポートを行い、ステッカー解散後は桃色軍団に正式加入。ガールフレンドの尚子にふりまわされっぱなしで、仲尾には精神的に従属していた。母親の再婚相手の義父、義兄となじめず、ひとりで下宿している。実父は京介の幼少時に家族を捨て、京介は姉に育てられた。『緑茶夢』の同名のキャラクターは、剽軽で明るく、人間ができた感じであった。
仲尾 仁（なかお じん）
ヴォーカル、ギター。ステッカー解散時は22歳、経済大学の学生。裕福な会社経営者の家庭に育ったが、母親は父親の浮気が原因で離婚。自分に対するバンドメンバーの対立がひどくなった時にはバンドを休止させたり、八角に作曲はするなと一方的に命令したり、ワンマンな性格。しかし、陽性な性格のため、不思議と憎めないところもある。八角の成長を促し、支配し、それを楽しみにしているところもあれば、その才能に嫉妬するという複雑な感情をいだいている。八角のことを自身の才能を押し隠した「やさしい獣」と評している。物語の途中でアメリカに留学し、そこでレポーターを始める。ペンネームの梶山弘は小学校時代の校長の名前。
『緑茶夢』の同名のキャラクターは生粋の悪役で、何となくヤクザのイメージであった。
桑田
リードギター。ステッカー解散時は22歳。仲尾とは小学生のころからのつきあい。妹がいる。ロック・ミニコミ『ドラッグ』に評論を書いている。『緑茶夢』から引き続き登場しているが、もっとワイルドなイメージだった。
水野 礼二（みずの れいじ）
ベース。ステッカー解散時は18歳、学生。『緑茶夢』から引き続き登場する。ステッカーに見切りを付けて自分のバンド（『緑茶夢』に登場するニュー・ウェイヴ・バンドのスラン）を独自に作っていたが、仲尾に見抜かれていた。 解散のきっかけとなる一言を言う。

### 桃色軍団
関西を拠点とするコミック・バンド。レパートリーは、自切俳人とヒューマンズー「息もつかずに」、憂歌団「当たれ! 宝くじ」、暗黒大陸じゃがたら「でも・デモ・DEMO」など。なお、実際にはこれらの楽曲は1979年以降の作品である。
大城（だいじょう）
桃色軍団のギター、ヴォーカル。『緑茶夢』から引き続き、登場する。
松浦
桃色軍団とMR.Xの兼任ベース。女性に人気のルックスをしている。『緑茶夢』から引き続き、登場。
虎田（とらだ）
MR.Xのギター、サックス、ボーカル。桃色軍団のサポート・メンバーでもある。
尚子（なおこ）
物語のヒロインで八角のガールフレンド。高校1年。ステッカーの休止中に八角と知り合う。名門女子高に通いながら、煙草を吸うきつい性格で、デートを4時間すっぽかしていても気にしないふてぶてしいところがある。『緑茶夢』の時よりも、童顔になった。『緑茶夢』では桃色軍団のキーボード担当だったが『おんなのこ物語』ではまだメンバーではない。
作者曰く、「おんなのこ物語」という題名には罪悪感があり、帰結点として尚子にもどすように作っていたのだという。

### ガンモール
小川 栄治
ギター。ステッカーを潰したのは八角だとつめより、自分の独自につくろうとしているバンドにスカウトする。本来は、女になる予定のキャラクターだった
権平 純平（ごんだいら じゅんぺい）
ガンモールのリーダー、ヴォーカル。
山下
ベース。
権平（ごんだいら）
マネージャー。権平純平の弟。

### バンド・メンバーを取り巻く人々
章子（あきこ）
仲尾の年上のガールフレンドで、ミュージシャンとしての八角に興味を持っている。彼女が八角のテープをドラッグ主催のGIGに送ったため、仲尾は八角作曲の曲をバンドで演奏せざるを得ない羽目におちいる。仲尾とその父親を両天秤にかけている。仲尾の八角への複雑な感情を見抜いていた。
豆田（まめだ）
八角の高校での友人。ふっくらとした体型で鷹揚とした性格。ヴァイオリンを弾く。
金子（かねこ）
バーテンダーで、仲尾に惚れている。クオーター。作者のお気に入りのキャラで顔を描くのが難しかったという。
竜二（りゅうじ）
おかまの音楽雑誌の編集者。作者の予定では女にするつもりだったという。
山根
ロック・ミニコミ『ドラッグ』編集長。
飛田（ひだ）
外見はパンクスで、愚連隊を集めてバンドを組んでいる。ステッカーの演奏中に暴れ、八角にけがを負わせ、傷跡を残す。
斎藤（さいとう）
外科医。顔にけがした八角の手術と治療をする。
八角の母
再婚し、京介とは別居している。弱々しい存在。
八角の姉
京介の8歳上。京介を育てたたくましい人間。現在は結婚し、子供がいる。
関口 あゆみ（せきぐち あゆみ）
番外編『たかねの妹』に登場。小学4年。小学6年の仲尾が桑田を通じて知り合った転入生。妹が欲しいという仲尾のガールフレンドになる。
仲尾の父
番外編『たかねの妹』に登場。離婚歴1回。

## 関連事項
- 男は寡黙なバーテンダー